# العلاقات الغيانية المولدوفية
العلاقات الغيانية المولدوفية هي العلاقات الثنائية التي تجمع بين غيانا ومولدوفا.

## مقارنة بين البلدين
هذه مقارنة عامة ومرجعية للدولتين:
| وجه المقارنة                                              | غيانا        | مولدوفا                           |
| --------------------------------------------------------- | ------------ | --------------------------------- |
| المساحة (كم2)                                             | 214.97 ألف   | 33.85 ألف                         |
| عدد السكان (نسمة)                                         | 777.86 ألف   | 2.55 مليون                        |
| الكثافة السكانية (ن./كم²)                                 | 3.62         | 75.33                             |
| العاصمة                                                   | جورج تاون    | كيشيناو                           |
| اللغة الرسمية                                             | لغة إنجليزية | اللغة المولدوفية، اللغة الرومانية |
| العملة                                                    | دولار غياني  | ليو مولدوفي                       |
| الناتج المحلي الإجمالي (بليون دولار)                      | 3.68 مليار   | 8.13 مليار                        |
| الناتج المحلي الإجمالي (تعادل القوة الشرائية) بليون دولار | 5.77 مليار   | 17.94 مليار                       |
| الناتج المحلي الإجمالي الاسمي للفرد دولار أمريكي          | 4.13 ألف     | 3.65 ألف                          |
| الناتج المحلي الإجمالي للفرد دولار أمريكي                 |              | 4.98 ألف                          |
| مؤشر التنمية البشرية                                      |              | 0.693                             |
| رمز المكالمات الدولي                                      | +592         | +373                              |
| رمز الإنترنت                                              | .gy          | .md                               |
| المنطقة الزمنية                                           | 00           | ت ع م+02:00، ت ع م+03:00          |

## منظمات دولية مشتركة
يشترك البلدان في عضوية مجموعة من المنظمات الدولية، منها:
| علم المنظمة | اسم المنظمة                               | تاريخ انضمام غيانا | تاريخ انضمام مولدوفا |
| ----------- | ----------------------------------------- | ------------------ | -------------------- |
|             | مؤسسة التنمية الدولية                     | 4 يناير 1967       | 14 يونيو 1994        |
|             | يونسكو                                    | 21 مارس 1967       | 27 مايو 1992         |
|             | وكالة ضمان الاستثمار متعدد الأطراف        | 18 يناير 1989      | 9 يونيو 1993         |
|             | الأمم المتحدة                             | 20 سبتمبر 1966     | 2 مارس 1992          |
|             | الاتحاد البريدي العالمي                   | ?                  | ?                    |
|             | البنك الدولي للإنشاء والتعمير             | 26 سبتمبر 1966     | 12 أغسطس 1992        |
|             | الاتحاد الدولي للاتصالات                  | 8 مارس 1967        | 20 أكتوبر 1992       |
|             | منظمة حظر الأسلحة الكيميائية              | ?                  | ?                    |
|             | مؤسسة التمويل الدولية                     | 4 يناير 1967       | 10 مارس 1995         |
|             | المركز الدولي لتسوية المنازعات الاستشارية | 10 أغسطس 1969      | 4 يونيو 2011         |
|             | منظمة التجارة العالمية                    | ?                  | ?                    |
|             | منظمة الشرطة الجنائية الدولية             | ?                  | ?                    |

## وصلات خارجية
- موقع وزارة الخارجية الغيانية
- موقع وزارة الخارجية المولدوفية